# Йеггау
Йеггау (нем. Jeggau) — муниципальный район и населённый пункт в Германии, в земле Саксония-Анхальт. Входит в состав города Гарделеген района Зальцведель.
Население составляет 231 человек (на 31 декабря 2006 года). Занимает площадь 12,30 км².
Ранее Йеггау имел статус общины. В 1910 году в Йеггау проживало 405 человек. 1 января 2011 года вместе с рядом других населённых пунктов вошёл в состав города Гарделеген.

## Достопримечательности
Евангелическая церковь, построенная в 1688—1690 годах.